# St. Katharina (Assinghausen)

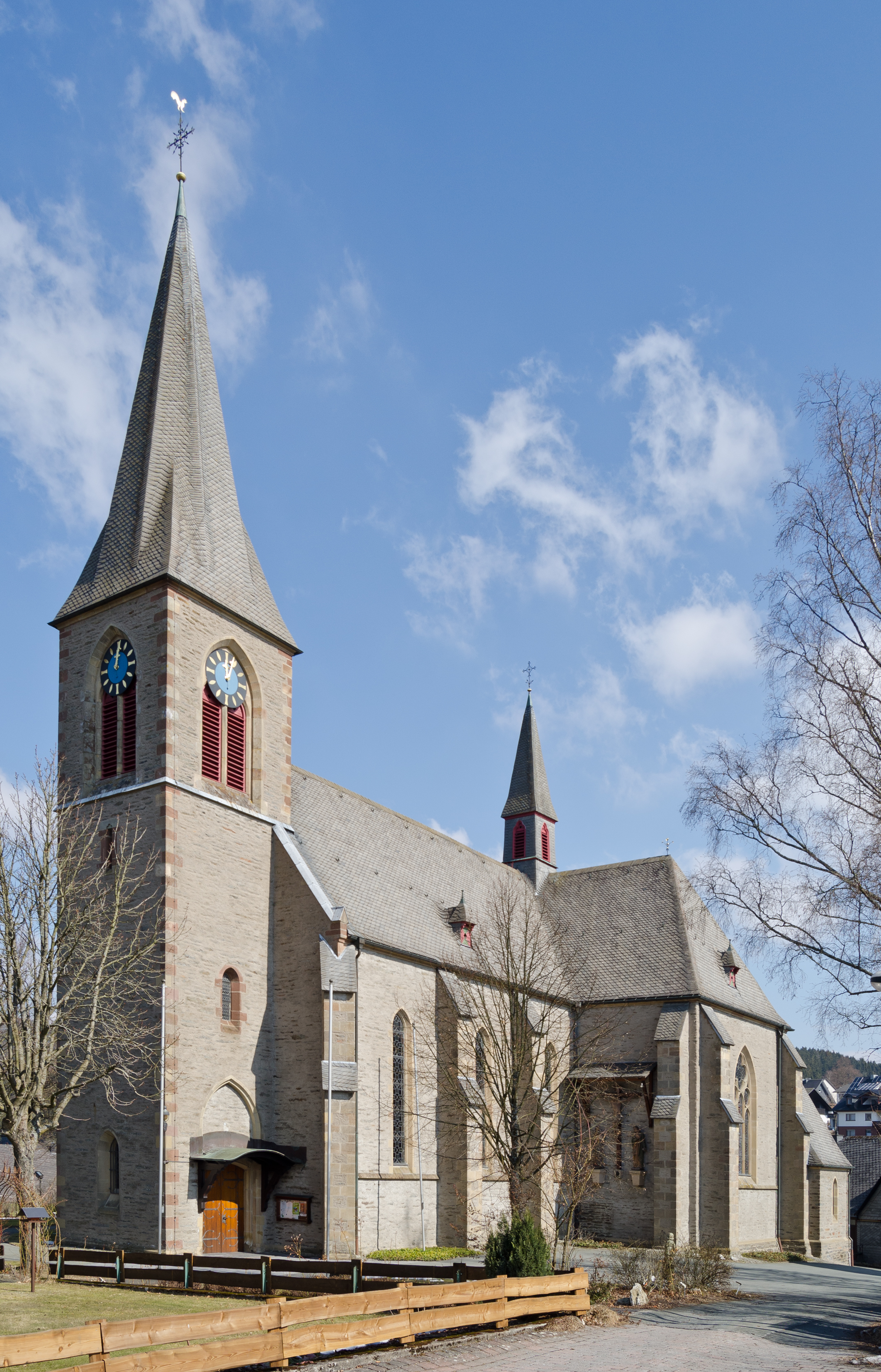
St. Katharina, Südwestansicht (2013)

Die römisch-katholische Pfarrkirche St. Katharina ist ein denkmalgeschütztes Kirchengebäude in Assinghausen, einem Ortsteil der Stadt Olsberg im Hochsauerlandkreis, in Nordrhein-Westfalen.

## Geschichte und Architektur

### Alte Kirche

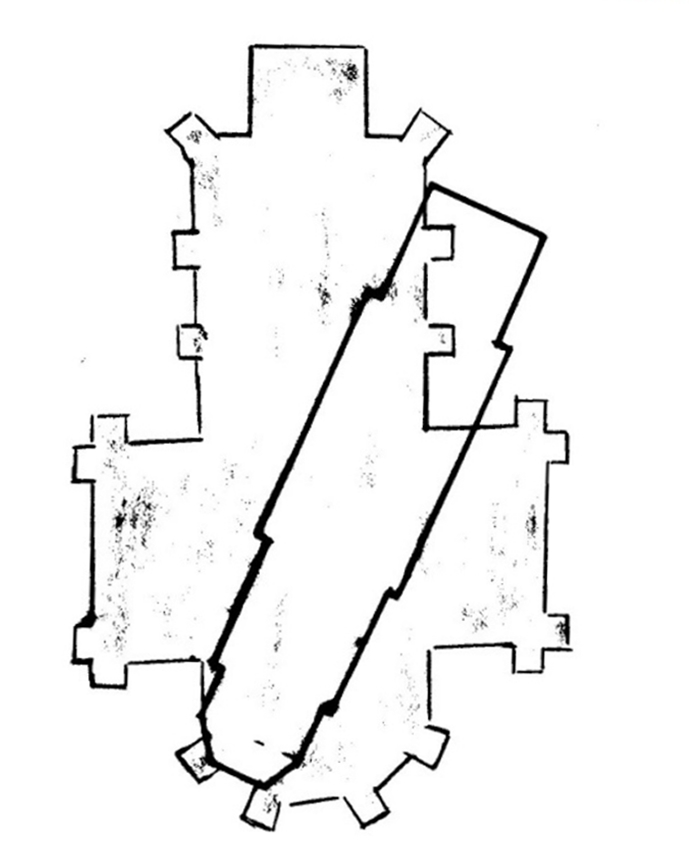
Die Grundrisse der alten und neuen Kirche im Verhältnis zueinander

Eine Vorgängerkirche unter dem Patrozinium des hl. Petrus ist seit 1300 belegt. In diesem Jahr erhielt die Gemeinde einen von mehreren Bischöfen in Rom signierten Ablassbrief. Dieser Brief sollte Gläubige anlocken und somit Geld in die Kirchenkasse bringen. Die Kirche war ein romanischer Bau mit einem Kirchturm, und sie stand inmitten eines Friedhofes. In einem Lagerbuch von 1830 findet sich folgende Beschreibung: Die Pfarrkirche zu Assinghausen liegt auf dem Kirchhofe, von demselben ganz umgeben, massiv gebaut, mit einem steinernen Gewölbe und Schiefer gedeckt, nebst Thurm, der zwar noch zusammenhängt, aber ganz baufällig ist. Die Kirche ist auch für die Seelenzahl des Kirchspiels viel zu klein, es ist dringend nötig, dass neu gebaut werden muss. Aus den Jahrhunderten nach dem Ablassbrief sind für die Kirche keine weiteren Dokumente überliefert. Vermutlich sind diese bei einem Brand der Kirche in Brunskappel im Jahr 1764 zerstört worden. Assinghausen gehörte zu der Zeit zu Brunskappel. Einzige Überlieferung ist die Abschrift einer Notiz, die durch den Pater Benedict Peters aus Bruchhausen getätigt wurde und im Staatsarchiv Münster aufbewahrt wird. So wurde die Kirche 1580 umfangreich restauriert. Das hölzerne Flachdach wurde abgerissen und die Seitenwände aufgemauert. Es wurde ein mit Schiefer gedecktes Dach gebaut und ein Gewölbe aus Stein eingezogen. Diese Arbeiten kamen fast einem Kirchenneubau gleich. Die Gemeinde gehörte von 1600 bis 1773 zu Brunskappel, da der überwiegende Teil der Bevölkerung Assinghausens evangelisch war und der Unterhalt einer eigenen Pfarrei nicht lohnte. Danach war die Pfarrei wieder kirchenrechtlich selbstständig. Die Wände der alten Kirche waren durch neun Fenster gegliedert, sie war mit einem Altar, einer kleinen Orgel, einem Predigtstuhl und einem Taufstein ausgestattet. Es waren sechzig Kirchenbänke aufgestellt, im mit einer Uhr ausgestatteten Turm hingen drei Glocken und eine im Dachreiter. Zu den sakralen Gegenständen gehörten eine Monstranz aus partiell vergoldetem Silber, ein Ciborium sowie zwei Kelche.

### Neue Kirche

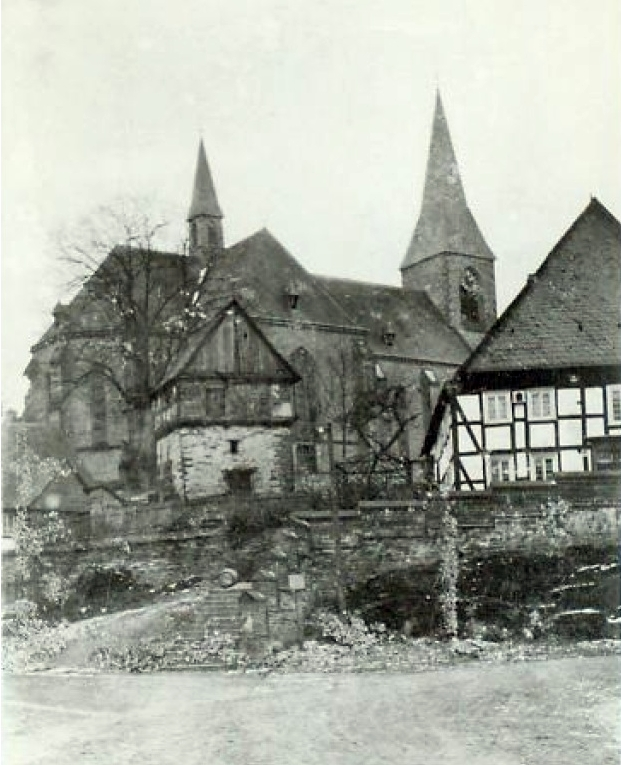
Fotografie der Kirche im Zustand zum Ende des 19. Jahrhunderts

Die alte romanische Kirche verursachte wegen der schlechten Bausubstanz hohe Kosten, und sie wurde auf Dauer, wegen der wachsenden Zahl der Gläubigen aus drei Gemeinden, zu klein. Um eine größere Kirche bauen zu können, musste der Friedhof verlegt werden. Wegen der hohen Sterblichkeit und der Platzverhältnisse lag die Ruhezeit auf dem alten Friedhof noch bei 14 Jahren (heute um die 30 Jahre). Der neue Friedhof wurde 1868 an die Straße nach Bruchhausen verlegt. Erste Pläne und ein Kostenvoranschlag lagen im August 1864 vor, allerdings fehlte für einen Baubeginn das Geld, auch die Filialgemeinden weigerten sich, einen Beitrag zu leisten. Beim Oberpräsidenten der Provinz Westfalen wurde die Genehmigung zur Durchführung einer Hauskollekte beantragt, die 1868 auf sechs Monate genehmigt wurde. Bei dieser Kollekte waren bis zu 28 Geldeinsammler in den Bereichen der königlichen Regierung in Münster und Minden unterwegs. Insgesamt wurden 6170 Reichstaler gesammelt. Der Grundstein wurde am 11. Juni 1872 vom Landdechanten Grimme aus Düdinghausen gelegt. Für die Bauzeit wurde als Notkirche die sogenannte Aschenhütte hinter dem Josefshaus eingerichtet. Dieses Provisorium wurde zehn Jahre lang genutzt. Beim Bau gab es immer wieder Schwierigkeiten, die zu Verzögerungen führten. Der Bauunternehmer Gutmann stellte die Arbeiten wegen finanzieller Schwierigkeiten zehn Tage nach der Grundsteinlegung ein. Bis dahin waren die Fundamentmauern und ein kleiner Teil der Wände fertiggestellt. Ein gegen ihn angestrengter Prozess dauerte mehrere Jahre und wurde wegen des Konkurses des Bauunternehmers 1877 beendet. Wegen des 1871 begonnenen Kulturkampfes wurde der schon seit etwa zwanzig Jahren in Assinghausen arbeitende Pfarrverweser Schocke von der preußischen Regierung nicht anerkannt. Kirchliche Amtshandlungen durfte er nicht durchführen, und die Kirchenbücher wurden beschlagnahmt. In dieser Zeit wurden die Gottesdienste heimlich abgehalten, und die traditionelle Fronleichnamsprozession wurde ohne Geistlichen durchgeführt. Die Bauarbeiten an der angefangenen Fundamentruine ruhten fast sieben Jahre. Die Baustelle wurde im Februar 1879 von einem Gutachter bewertet. Er machte Vorschläge zu Einsparungen bei einem Weiterbau. Der Bauunternehmer Schmitz aus Daseburg erhielt den Auftrag zum Weiterbau, die veranschlagten Baukosten beliefen sich auf etwa 40.000 Reichsmark. Von Paderborn wurde zusätzlich der Anbau einer Sakristei angeordnet. Als Baumaterial dienten Bruchsteine aus Steinbrüchen zwischen Olsberg und Assinghausen. Der Bausand, ein sogenannter schwefelhaltiger Bukesand, wurde von den Gruben Gottesgabe und Hammerwäsche in Wulmeringhausen kostenlos zur Verfügung gestellt. Mit diesem Sand waren zu Bauzwecken noch keine Erfahrungen gemacht worden, die Auswirkungen wurden einige Jahrzehnte später sichtbar. Durch den Sand blühte der Putz auf und löste sich, der Mörtel wurde morsch. 
Der auf einer Anhöhe gelegene neugotische Bau wurde von 1872 bis 1882 an der Stelle einer Vorgängerkirche nach alten Plänen von Carl Schäfers unter der Bauleitung von Arnold Güldenpfennig in Bruchstein errichtet. Die vorläufige Benediktion nahm der Landdechant Grimme aus Düdinghausen vor, die Konsekration erfolgte am 15. Juli 1890 durch Weihbischof Gockel aus Paderborn, der dann auch zur selben Zeit 517 Gläubigen im Alter von 12 bis 30 Jahren die Firmung spendete. Güldenpfennig legte Wert auf die Verwendung regionaler Baumaterialien wie Bruchsteine und Werksteine aus der Umgebung. Nach erfolgreicher Ausschreibung erhielt der Bauunternehmer Gutmann aus Warburg den Zuschlag. Die Kirche ist für ein Dorf dieser Größe recht groß. Sie wurde auch für die Nutzung durch die Filialgemeinden Bruchhausen und Wulmeringhausen konzipiert. Der Turm und die Strebepfeiler wurden in Eckquaderung ausgeführt. Der Saal mit 5/8-Schluss verzweigt in zwei kurze Querarme. Über der Vierung steht der Dachreiter. Der Innenraum von drei Jochen wurde gratgewölbt. In die Apsis wurde ein Rippengewölbe eingezogen. Bei der Renovierung 1952 wurden die Seitenwände neu verputzt, die Erhaltung der beschädigten Ausmalung war mit damaligen Methoden nicht möglich. Gleichzeitig wurde das Mittelfenster im Chor zugemauert mit der Begründung, die Besucher würden durch einfallendes Sonnenlicht geblendet. Der Münchener Kirchen-Innenarchitekt Albert Stempfle bewog den Kirchenvorstand zu umfangreichen Änderungen. Das Gewölbe mit der Darstellung des himmlischen Jerusalems war nicht mit schwefelhaltigem Sand gebaut worden, es hätte erhalten werden können, wurde aber getüncht. Hochaltar, Kommunionbank und der Taufstein waren aus Sandstein, sie wurden zerbrochen, weil sie nach Meinung Stempfles nicht mehr zeitgemäß waren. Die beiden Seitenaltäre aus Holz wurden weggeschenkt. Einige der in Weiß und Gelb ausgeführten alten Glasfenster wurden durch blau-violette ausgetauscht. Die Gipsfiguren der Heiligen Maria, Michael, Franziskus, Antonius, Aloysius, der kleinen Theresa und des Heiligsten Herzens Jesu wurden entfernt; über deren Verbleib gibt es keine Erkenntnisse. Architekt Stempfle erhielt von Pfarrer Mandel für die Innenrenovierung treuhänderisch eine größere Geldsumme, vor Beendigung der Renovierung setzte sich Stempfle mit dem Geld in die damalige DDR ab. Die Renovierung musste teilweise zweimal finanziert werden. 1956 bekamen die großen Bleiglasfenster im Querschiff neue farbige Mittelteile mit den Darstellungen der Heiligen Franziskus und Benedikt. Anfang der 1960er Jahre wurde der alte Baumbestand im Außenbereich gefällt und durch Grünflächen und asphaltierte Wege ersetzt. Es wurden Ruhebänke aufgestellt. Eine Reliquie von Papst Pius X. bekam die Gemeinde 1963, sie wurde in den Hauptaltar eingesetzt. Zu diesem Zweck wurde ein Papstwappen aus Messing angefertigt. Die Reliquie ist zurzeit im rechten Seitenaltar untergebracht. Später wurden die Dächer des Turmes und der Kirche neu verschiefert, die Zinkdachrinnen wurden durch solche aus Kupfer ersetzt. Durch Sandstrahlen wurde der marode Mörtel so tief wie möglich aus den Fugen entfernt, die dann neu verfugt wurden. Der Hauptaltar entsprach 1993 immer noch nicht den liturgischen Anforderungen der Beschlüsse des letzten Konzils. Der Altar wurde abgebrochen und durch einen Zelebrationsaltar aus rotem Sandstein ersetzt. Der Chorraum wurde erhöht, das ehemals vermauerte Chorfenster wurde wieder geöffnet. Das hinter der Vermauerung erhaltene Fenster von 1882 wurde durch ein farblich zu den bereits vorhandenen Fenstern passendes ersetzt. Das Ergebnis ist umstritten. Bei dieser Renovierung wurde das Gitter im hinteren Bereich des Gebäudes, das unbefugte Besucher am Betreten des Innenraumes hindern soll, entfernt. Die Renovierung fand im Februar 1994 ihren Abschluss, Weihbischof Bode weihte aus diesem Anlass den neuen Altar. Wegen der anerkannt guten akustischen Eigenschaften werden in der Kirche gelegentlich Tonaufnahmen produziert.

## Ausstattung

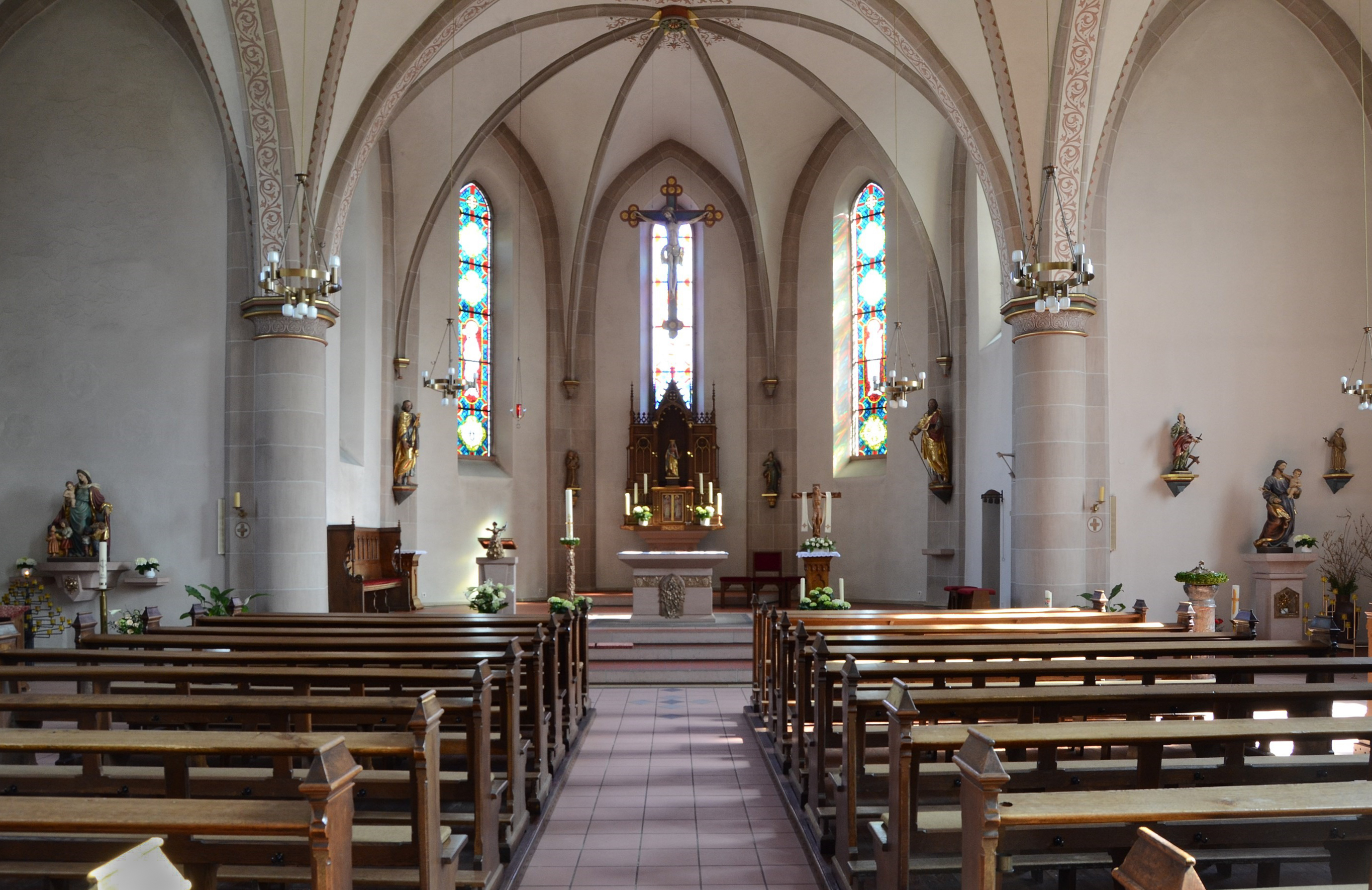
Innenansicht Richtung Chor (2013)

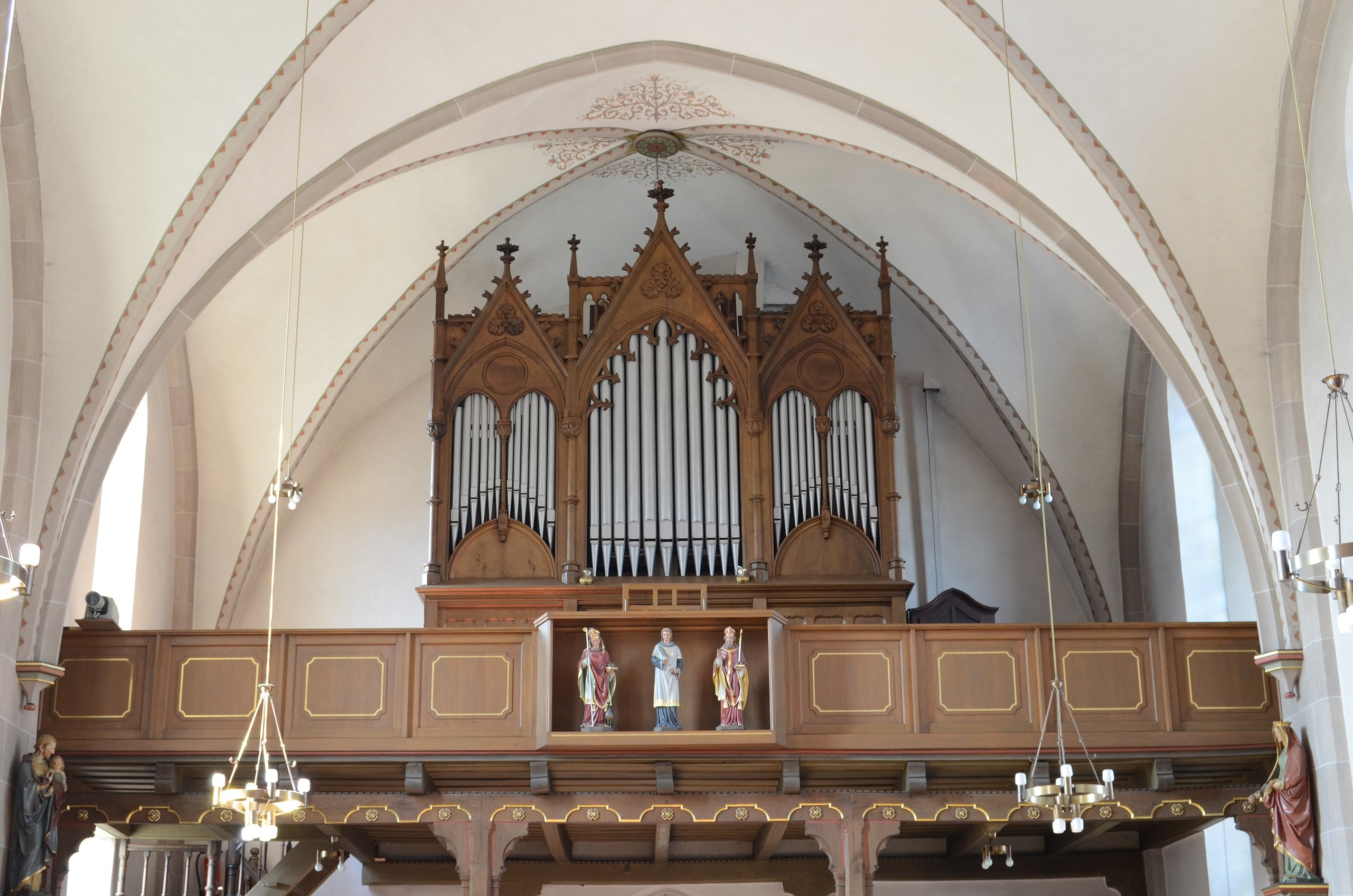
Orgel (1884) mit Empore

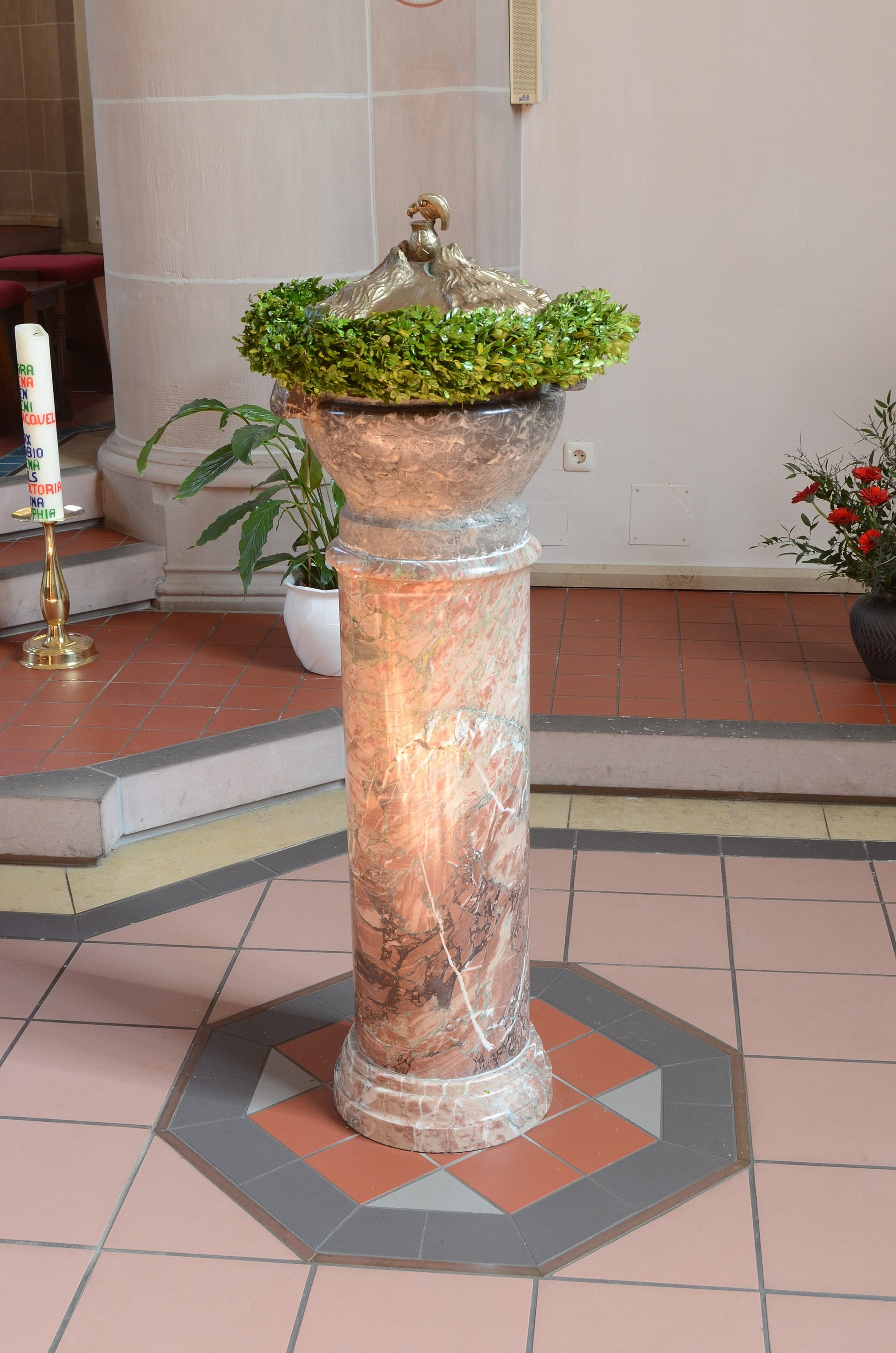
Alter Taufstein (16. Jh.) auf Marmorfuß

- Nach der Zerstörung des Altars aus Sandstein wurde 1952 ein Altar aus rötlichem Marmor angeschafft. Auf dem Altar stand ein Tabernakel. Die goldfarbenen Türen sind eine Arbeit des August Stappert aus Assinghausen. Derzeit steht der Tabernakel auf dem rechten Seitenaltar.
- Die Kommunionbank ist dem Hauptaltar angepasst und auch in Marmor gehalten.
- Auch die beiden neuen Seitenaltäre sind aus rötlichem Marmor gearbeitet. Auf beiden Altären standen derb geschnitzte und farbig gefasste Figuren der Heiligen Maria und Josef. Diese Figuren werden zurzeit auf dem Dachboden der Sakristei gelagert.[10]
- Ein Taufstein aus geflammtem und poliertem Sauerländer Marmor stammt vom Anfang des 16. Jahrhunderts. Er hat die Form einer Vase mit zwei angearbeiteten Nasen. Der Holzfuß wurde im 20. Jahrhundert erneuert.
- Die teilweise vergoldete Barockmonstranz aus Silber ist 54 cm hoch, sie wurde am Ende des 17. Jahrhunderts angefertigt. Die ovale Lunulakapsel ist von Bandwerk und getriebenen Stifterfiguren umgeben. Den Hintergrund bildet ein goldener Strahlenkranz. Die Beschauzeichen weisen auf Augsburg hin, die Meisterzeichen sind nicht mehr erkennbar.
- Die Kirche beherbergt einige Barockfiguren vom Ende des 17. Jahrhunderts, die aus der Vorgängerkirche stammen:[11]
  - Agatha aus Weichholz, 74 cm hoch
  - Agatha aus Weichholz, 91 cm hoch
  - Magdalena, 71 cm hoch
  - Lucia, 90 cm hoch
  - Unbefleckte Empfängnis, 68 cm hoch
  - Die Madonna mit Kind, 90 cm hoch, und die Madonna mit Kind, 92 cm hoch, sind Ankleidefiguren für Prozessionen[12]
- An der Chorwand mit dem vermauerten Fenster hing eine geschnitzte Kreuzigungsgruppe mit Maria und Johannes, sie war dezent gefasst. Da die Gruppe zu Anfang der 1990er Jahre stark von Holzwürmern geschädigt war, wurde sie restauriert, neu gefasst und gegen Witterungsschäden behandelt. Sie steht heute im überdachten Außenbereich an der Westwand des Querschiffes.[13]
- Der Kirchenmaler Guntermann malte 1882 14 Kreuzwegstationen auf Zinkplatten. Sie haben ein Format von jeweils 100 × 120 cm. Bei der Kirchenrenovierung von 1955 bis 1956 wurde der Kreuzweg als nicht mehr zeitgemäß eingestuft. Er wurde als Leihgabe im Patrokli-Dom in Soest ausgestellt. Der neue Kreuzweg wurde aus Eichenholz geschnitzt, jeweils sieben Stationen wurden an der rechten und der linken Langhausseite aufgehängt. Dieser Kreuzweg wurde 2003 wieder durch den Kreuzweg von 1882 ersetzt und von Viktor Senoner aus St. Ulrich in Südtirol restauriert. Die Kreuzwegstationen aus Eichenholz lagern auf dem Dachboden der Sakristei.[14]
- Die Orgel wurde 1884 von der Orgelbaufirma Franz Eggert aus Paderborn aufgebaut. Bei der Renovierung im Jahr wurden die vom Holzwurm befallenen Teile erneuert. Eine umfangreiche Restaurierung wurde Anfang der 1980er Jahre vorgenommen.
- 1946 wurden drei Glocken in g′, a′ und h′ angeschafft, gegossen von Junker in Brilon; da sie keinen harmonischen Gesamtklang hinterließen, wurde 1965 eine tieftönende Glocke zugefügt. Diese ist aus Gussstahl, erklingt in e′ und ist Christus dem König geweiht.

### Geschichte der Altäre
Der barocke Altar der alten Kirche stammte ursprünglich aus dem Kloster Grafschaft, er passte stilistisch nicht in die neue Kirche. Ein Altar aus Sandstein wurde angefertigt und mit vier Heiligenfiguren bestückt, die in Nischen standen. Von diesen Figuren sind drei erhalten, sie stehen an der Brüstung der Orgelbühne. Es handelt sich um die Figuren der Heiligen Liborius, Cyriakus und Nikolaus. Der Verbleib der Katharina ist nicht überliefert. Im linken Querschiff stand der Marienaltar und im rechten Querschiff der Josefsaltar, beide waren in Form und Stilgebung auf den Hauptaltar abgestimmt. Der liturgisch vorgeschriebene Zelebrationsaltar wurde aus rötlichem Sandstein gefertigt und 1994 aufgebaut. Er ist mit einem Relief verziert, das den brennenden Dornbusch zeigt, dahinter sind die Gesetzestafeln angedeutet. Die Stelle des Hauptaltares nahm eine Sakramentsstele ein. Deren neugotischer Aufsatz erinnert an den alten Altar aus Sandstein von 1882. Der Aufsatz stand ursprünglich in der abgebrochenen St.-Josef-Kirche in Dortmund-Berghofen. Er wurde umfangreich renoviert. Das Relief am Unterbau der Stele zeigt das pilgernde Volk Gottes, darüber eine umgekehrte Muschel. Dies ist ein Hinweis auf den alten Pilgerweg nach Santiago de Compostela, der durch den Ort führte. Der ehemalige Marienaltar wurde auf eine Konsole reduziert, darauf steht eine Schutzmantelmadonna, die von einem Bildschnitzer aus dem Grödner Tal angefertigt wurde.

### Geschichte der Ausmalung
Die Kirche wurde 1891 vom Kirchenmaler Guntermann ausgemalt. Dominierend war das Bild des sogenannten Himmlischen Jerusalems, das in der Kuppel zu sehen war, es waren die Dreifaltigkeit, die vier Evangelisten sowie die 24 Ältesten dargestellt. Das Gewölbe außerhalb der Kuppel war als Firmament mit reicher Bemalung an Sternen dargestellt. Die Wand über dem Marienaltar wurde mit einem monumentalen Wandbild mit der Aufnahme Marias in den Himmel bemalt. Eine Darstellung des letzten Abendmahles befand sich im rechten Teil des Querschiffes. Die Kirche war insgesamt bis in den letzten Winkel ausgemalt und wirkte dadurch überladen. Durch die unsachgemäße Verwendung von außen nicht verputzten Schieferbruchsteinen drang Feuchtigkeit nach innen, und es zeigten sich Schäden an den Malereien. Der schwefelhaltige Bausand schädigte den Verputz, auf dem die Malereien angebracht waren. Der Putz fiel Ende der 1940er Jahre großflächig von den Wänden und zerstörte die Arbeiten endgültig. Von der Ausmalung sind einige Schwarzweißfotos überliefert.